# KNM-ER 23000

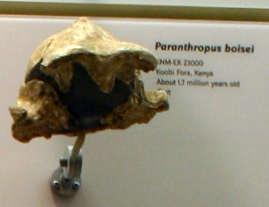
23000

KNM-ER 23000 è un fossile del cranio di un ominide della specie Australopithecus boisei, datato a circa 1.7 milioni di anni fa, scoperto nel sito archeologico del Koobi Fora in Kenya, nel 1990 da Benson Kyongo.

## Descrizione
Il fossile è costituito da diverse parti del cranio, il frontale, i parietali, i temporali, gran parte dell'occipitale, due piccoli pezzi dello sfenoide, oltre che da una radice del dente mandibolare. Il volume del cranio era di 490 cc. Si suppone, sulla base delle dimensioni dell'apparato masticatorio, che l'esemplare fosse un maschio adulto.